# حارة قبة المهدي (صنعاء القديمة)
حارة قبة المهدي هي إحدى حارات مدينة صنعاء القديمة، بلغ تعداد سكانها 264 نسمة حسب تعداد اليمن لعام 2004.